# Mercator Cooper

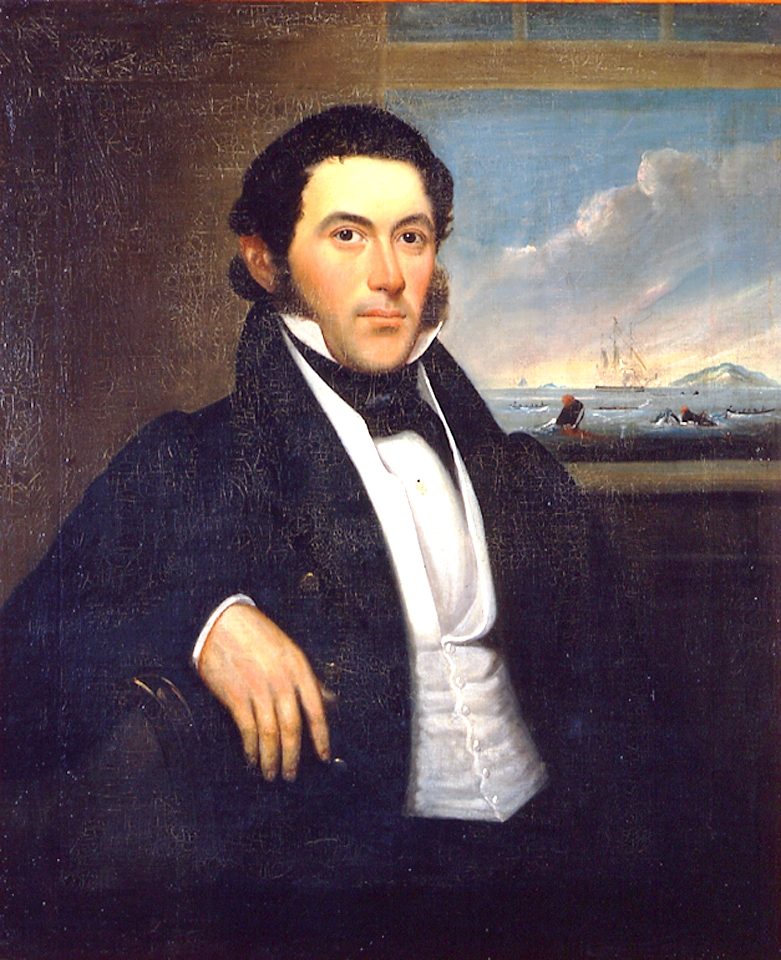
Mercator Cooper.

Mercator Cooper (29 de septiembre de 1803-primavera de 1872) fue un capitán de barco a quien se le atribuye la primera visita estadounidense formal a Tokio, Japón, y el primer aterrizaje formal en la parte continental de la Antártida oriental. Ambos eventos ocurrieron mientras navegaba en barcos desde Sag Harbor, Nueva York, lugar donde nació. El 9 de noviembre de 1843, Cooper dejó Sag Harbor como capitán del barco Manhattan de 440 toneladas en un viaje de caza de ballenas. Con esta embarcación, Mercator alcanzó las costas japonesas.

## Viaje a la Antártida

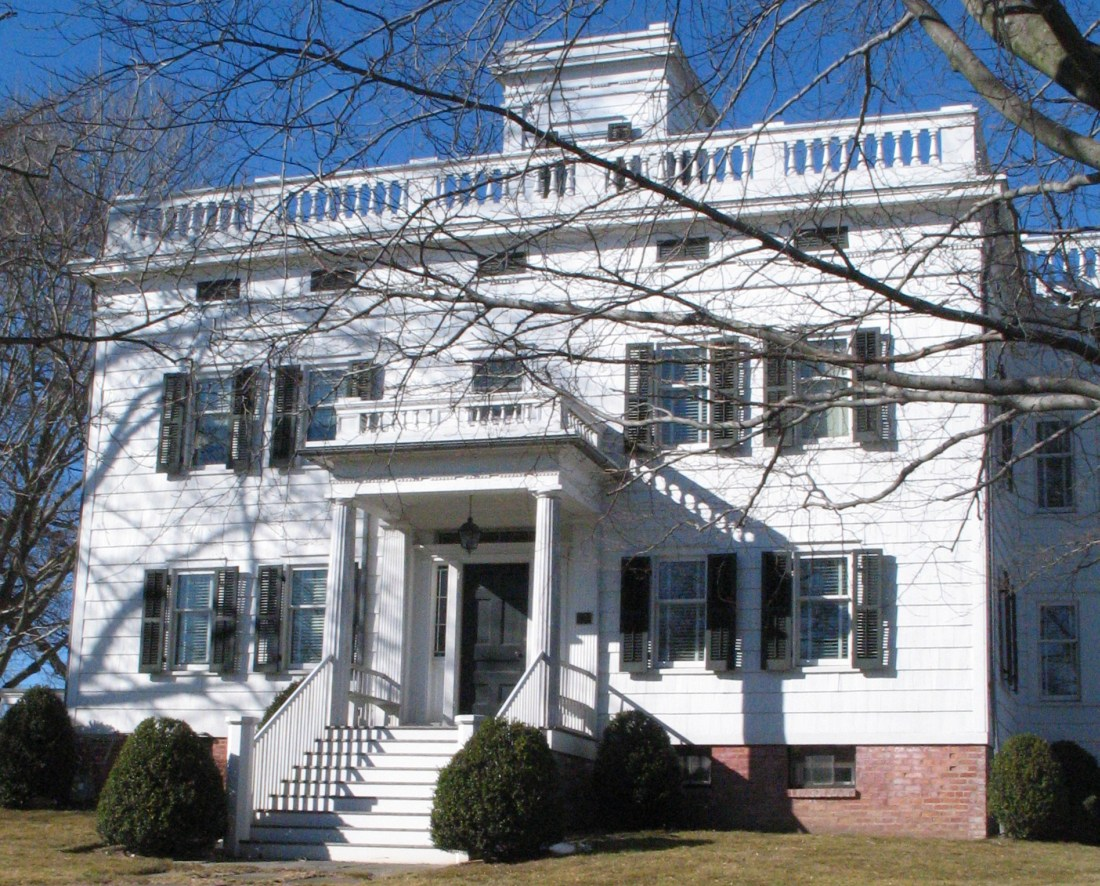
Casa de Mercator Cooper en Southampton (usada en la actualidad como una biblioteca).

En agosto de 1851, Cooper nuevamente dejó Sag Harbor, esta vez como capitán del barco Levant de 382 toneladas en un viaje mixto de caza de ballenas y exploración. Haciendo un rápido pasaje a través del cinturón de hielo en el Mar de Ross, el 26 de enero de 1853, avistó tierra, una plataforma de hielo respaldada por una alta montaña a unas 70 a 100 millas de distancia. A la mañana siguiente, a la vista de la plataforma de hielo, con montañas altas detrás, navegó cerca de la costa y ordenó bajar un bote. Hicieron un aterrizaje en la plataforma de hielo, según los informes, viendo numerosos pingüinos, pero ninguna foca, que era su principal objetivo. El desembarco se produjo en lo que ahora se conoce como la Costa Oates de la Tierra de Victoria, en la Antártida Oriental. Podría decirse que es "el primer aterrizaje continental adecuadamente documentado" no solo en esta área, sino también en la parte continental de la Antártida. Permanecieron a la vista de la tierra durante varios días y divisaron las Islas Balleny el 2 de febrero. Al final del viaje, el Levant fue vendido en China. El libro de registro del viaje se encuentra en la sala Long Island de la Biblioteca de East Hampton, Nueva York.
Cooper murió en Barranquilla, Colombia. La fecha de su muerte a menudo se reporta como el 23 de marzo de 1872 o el 24 de abril de 1872, aunque no existe un dato exacto del día de su fallecimiento.